# Cultura galorromana

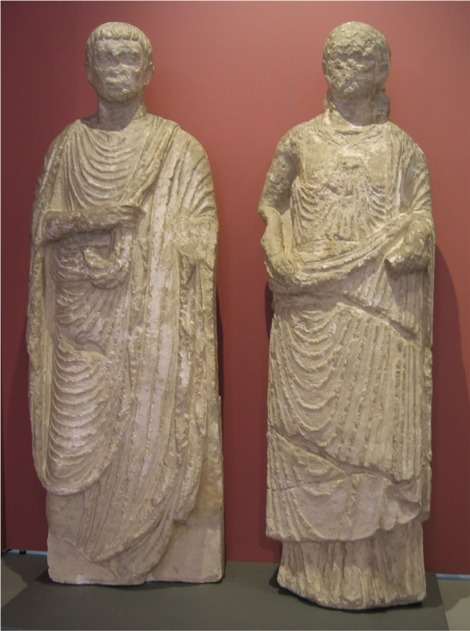
Figuras galorromanas encontradas en Ingelheim am Rhein

El término galorromano describe la cultura romanizada de la Galia bajo el control del Imperio Romano. Se caracteriza por la adopción o adaptación por parte de los galos de las costumbres y modo de vida romanos en un contexto único galo. La bastante estudiada fusión de culturas en la Galia proporciona a los historiadores un modelo con el que se pueden comparar y contrastar desarrollos paralelos en otras provincias romanas menos estudiadas.
Después de las invasiones bárbaras de principios del siglo V, la cultura galorromana persistiría particularmente en las áreas de la Galia Narbonense que se desarrollaron en Occidente, Galia Cisalpina y, en un grado menor, Aquitania. El antiguo norte de la Galia romanizada, una vez ocupado por los Francos, evolucionaría hacia la cultura merovingia en lugar de la cultura galorromana. La vida romana, centrada en eventos públicos y en la responsabilidad cultural de la vida urbana en la Res publica y en la (a veces) lujosa vida del sistema de villas rurales autosuficiente, tardó bastante tiempo para dejar de existir en las regiones galorromanas, Visigodos heredaron el statu quo a principios del siglo V. El lenguaje galorromano perduró en el noreste de la Silva Carbonaria, que formaba una barrera cultural efectiva con los francos al norte y al este, y al noroeste en el bajo valle del Loira, donde la cultura galorromana entraba en contacto con la cultura franca en ciudades como Tours y en la persona de aquel obispo galo-romano que se enfrentaba con los reyes merovíngios, Gregorio de Tours.

## Romanización de la Galia.

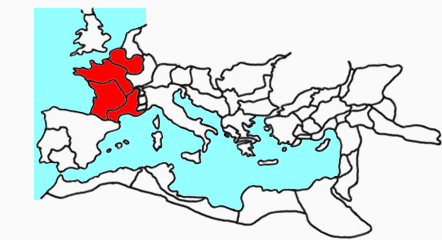
Las diferentes provincias que conformaban la Galia.

En la historia del Mundo Antiguo se denomina romanización de las Galias a una serie de procesos por medio de los cuales los pueblos galos desarrollaron un estilo de vida romano. La romanización comenzó hacia mediados del siglo II a. C., cuando la cultura gálica de la Edad de Hierro comenzó a interactuar con la cultura romana.  El punto álgido de dichos procesos aconteció entre el primer Triunvirato y el siglo II d. C. Ello se debe en gran parte a las diferentes campañas militares romanas que culminaron en la victoria definitiva del pueblo itálico. De especial importancia fue la guerra de las Galias que se libró entre el año 58 a. C. y el 51 a. C, en la cual Cayo Julio César comandó hábilmente las legiones anexando de forma terminal el territorio Galo, además promovió activamente la creación de colonias militares y la romanización de los asentamientos urbanos.  Muchas de sus medidas se desarrollaron durante el primer Triunvirato como parte de una serie de políticas y desplazamientos demográficos fundamentales para la exportación, imposición y negociación de la cultura romana en los nuevos territorios anexados.  Augusto continuó el brío romanizador al ejecutar importantes políticas para la cooptación de las élites regionales, la expansión de la ciudadanía, la reorganización administrativa y el influjo de la vida romana en las ciudades de la Galia.  Las medidas romanas fueron tan efectivas que se llegó a afirmar que los territorios galos eran una extensión de Italia.

### El ejército
El ejército desempeñó un rol fundamental en la romanización de las Galias. En primera instancia garantizaron el control territorial y político sobre los galos, indispensable para cualquier medida romanizadora posterior. Los legionarios eran ciudadanos frecuentemente orgullosos de su patria, la cual juraban defender. Su participación en los cuerpos armados impelía una serie de deberes y derechos que fomentaron estructuras y distinciones sociales fundamentales para la conformación de una nueva cultura influida por Roma. Los soldados y veteranos defendieron los privilegios de la ciudadanía, e hicieron de esta un signo de prestigio. El título de romano, relacionado al uso de la lengua, las costumbres, la estética y los patrones de consumo, se transformó en un bien preciado para la movilidad social. Estas características culturales fueron ampliamente promovidas por los militares romanos. Los legionarios fueron un importante agente en la transmisión del latín  y de patrones de consumo particulares. Entre sus primeros pupilos se encontraron nativos compañeros de armas. En las legiones participaron galos como parte de las tropas auxiliares. Allí aprendieron latín y las formas de vida romana. Por sus servicios prestados muchos de estos hombres se encontraron entre los primeros candidatos para recibir la ciudadanía.  Ellos fungieron además como intermediarios entre los legionarios latinos y la población local. 
El mayor impacto de las legiones vino posiblemente por su acuartelamiento y la creación de colonias militares. César y posteriormente Augusto fueron activos en promover dichas medidas. El asentamiento de los militares fue fundamental para el desarrollo de intercambios culturales y económicos, así como para el crecimiento urbano, por medio del establecimiento de inversores y trabajadores -tanto galos como latinos-, alrededor de los asentamientos. La romanización implicaba el desarrollo de una cultura material compleja. El estilo de vida romano requería la producción y consumo de diversos bienes, muchos de los cuales provenían de distantes regiones. Esto era especialmente cierto entre las clases acomodadas, de las cuales se esperaba la posesión de bienes suntuarios que demostraran un gusto estético particular y una distinción evidenciada frente a los otros estratos. La romanización necesitaba, por lo tanto, altas inversiones de capital y una economía dinámica. En el Mundo Antiguo, y dadas las condiciones de las Galias, el bienestar económico solía tener por base la agricultura. El ejército permitió el transporte del menesteroso capital inicial de Italia a Galia, favoreció el desarrollo de la agricultura y apoyó el crecimiento económico. Las legiones llevaron el consumidor al productor galo. El salario que recibían los soldados les permitía comprar alimentos a los agricultores nativos. Sus gustos culinarios desarrollaron patrones culturales alimenticios propios de los romanos entre la población gala, tal como lo atestigua la expansión de zonas para la ganadería y el resultante consumo de carne. Los romanos trajeron consigo además tecnologías que bien pudieron afectar positivamente los rendimientos agrícolas. El imperio introdujo además nuevos impuestos sobre la tierra. De este modo, los campesinos se veían motivados a producir para pagar los gravámenes y adquirir un extra con los legionarios. No solamente los agricultores se vieron enriquecidos por las legiones. A las afueras de los campamentos se establecían veteranos y nativos encargados de producir o importar bienes que satisficieran el estilo de vida itálico de los soldados. Varios de ellos requerían madera para construir, decorar o quemar. La deforestación amplió aún más la tierra para la agricultura. Esta se vio aún más beneficiada por la expansión de los viñedos. El cultivo de la uva se adaptaba a suelos que no servían para el crecimiento de importantes cereales. Los soldados demandaron sistemáticamente el vino, que rápidamente fue adoptado por la población local, si bien su uso se desarrolló bajo parámetros culturales y formas de consumo notoriamente diferentes a las romanas. Con los viñedos llegaron mujeres, matrimonios e hijos que recibían la ciudadanía. De este modo, los legionarios fueron fundamentales para la creación de un mundo más urbano, una economía dinámica y una cultura material romana.

### Las colonias, pueblos y ciudades.

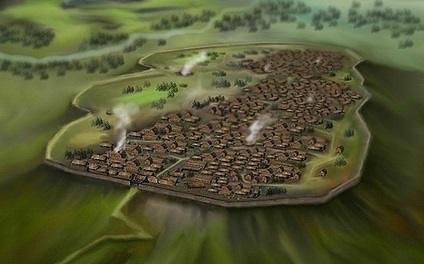
Oppidum celta, Centroeuropa, siglo a. C.

Antes de la era augustal, el paisaje galo se caracterizaba por organizaciones tribales dispersas. El mundo urbano estaba dominado por oppida, asentamientos construidos sobre mesetas elevadas artificialmente. Al sur se erigían, volcadas sobre el mediterráneo, algunas colonias griegas que serían importantes para la romanización. La transición al período imperial significó un notable crecimiento de los centros urbanos. Los romanos trajeron consigo un mundo en el que la civitas era central para la vida civilizada, así como para la organización sociopolítica. La urbanización se vigorizó de manera notoria con César y el triunvirato. Algunos cuarteles devinieron en ciudades. En los 15 años previos al imperio se construyeron importantes colonias militares. Estas se fundaron con veteranos de las guerras Gálicas, la mayoría de los cuales provenían del norte italiano. Un grupo selecto de Galos leales a César participó también de la fundación. Estas ciudades trasplantaron directamente la cultura romana a las Galias. Fungieron, además, como modelos ejemplificantes en los que se podía observar, relacionarse, consumir y producir al estilo romano. Las cónyuges nativas, así como los hijos de la unión marital recibían directamente la ciudadanía por ser responsabilidad de un pater familias que debía y podía civilizarlos. Así, las ciudades comenzaron rápidamente a crecer y a vincularse de manera más estrecha con los locales. Rápidamente la ciudadanía se extendió a las relaciones cercanas de los ciudadanos. Los políticos locales la entregaban sin mayores trabas ni control desde Italia.  La cotidianeidad en las colonias militares, edificadas y ordenadas a modelo de Roma, debió reforzar perpetuamente la cultura romana. Para ellos urbanizar equivalía a civilizar, a hacer del otro más humano por medio de la difusión de los cánones propios. Allí donde la mayoría fundadora fue romana son mayores las posibilidades de una permanencia y transmisión cultural más intensa.
Las colonias latinas fueron otro importante mecanismo de romanización. Durante el Triunvirato comenzó a otorgarse el estatus de latinidad a los mayores centros urbanos de las Galias. Nuevamente, César desempeñó en ello una función fundamental. Para otorgar la latinidad era menester que la cultura romana estuviera ampliamente absorbida y promovida. Obtener este estatus se podía volver el objetivo de alguna ciudad. Luego de las primeras latinizaciones la ascensión de categoría comenzó a realizarse de manera un poco más liberal. El nuevo estatus traía consigo nuevos oficios, obras públicas y relaciones políticas que promovían aún más el desarrollo de la cultura romana. Las élites se encontraban especialmente el la mira. Velozmente los romanos tomaron conciencia que el control político-administrativo real estaba entretejido con la absorción de la cultura romana. Por ello buscaron formas eficientes de cooptar a las élites. El estatus de latini, otorgado a la ciudad y también a sus habitantes era uno de estos mecanismos. Con él llegaban nuevos oficios que entregaban al administrador y a su familia la prestigiosa ciudadanía. El desempeño en la política estaba relacionado con el conocimiento del latín, la lengua oficial, así como del manejo de las normas sociopolíticas romanas. De este modo, las élites fueron las primeras interesadas en adaptarse a la cultura imperial y promoverla, al menos entre los suyos y en el ejercicio de la burocracia. Los itálicos también estuvieron cada vez más dispuestos a integrar a los galos y especialmente a sus élites. Por ello, Claudio permitió el ingreso de provinciales al Senado y otorgó la ciudadanía a todos los galos, no sin contar con oposición por parte de algunas familias tradicionales en Roma.
Las construcciones dan cuenta del proceso romanizador, sus influencias, fisuras y momentos. Los edificios públicos permitían la reproducción y conexión con la cultura romana. Nuevos lugares para el desarrollo de la política reflejaban el tipo de relaciones sociales que se estaban construyendo. A través de espacialidades concretas se desenvolvían relaciones de poder específicas que sustentaban, posibilitaban e impulsaban el estilo de vida romana. Así, las obras monumentales o las edificaciones para espectáculos promovían activamente el consumo de la cultura imperial, a la vez, los diferentes lugares que actores determinados ocupaban en el espacio reforzaban las relaciones de deferencia, dominio, alianza o igualdad. Gracias a los caminos se acortaban los tiempos y acrecentaban los flujos de productos, hombres e ideas. En definitiva, es a través de la nueva espacialidad creada por los conquistadores de manera concreta en las obras públicas que se desarrollaba prácticas y organizaciones sociales que reforzaban lo romano. Los edificios privados reflejan a su vez el grado y forma de romanización. En ellos se desarrollaba gran parte de la cultura material que da cuenta de los patrones de consumo, las técnicas de producción, los ideales estéticos, las dietas, en fin, las formas de vida en las Galias. De este modo, se puede hablar de la romanización de las élites nativas cimentado en las villas que estas construyeron, los frescos que evocaban las tendencias itálicas, las tumbas con nombres romanizados y estilos grecorromanos, así como por las ánforas utilizadas.

### Limitaciones de la Romanización como concepto.
Los romanos consideraban la romanización una piedra angular de su imperio. Era para ellos un deber moral. Se veían investidos por la fortuna de los dioses como la nación más civilizada, ejemplo para todos los humanos. Consideraban menester llevar su humanitas a los bárbaros, para así elevar a los pueblos. Desde la conquista de Italia comprendieron que para romanizar era menester unificar a las élites políticas, para lo cual resultaba esencial que la cultura romana fuera asimilada. Desde comienzos del siglo XX se construyó un consenso historiográfico, según el cual la romanización era el proceso que otorgaba civilización a las provincias romanas. Era esta una idea altamente difusionista, que presuponía un centro civilizado con una cultura única y monolítica que lograba ser impuesta en su forma pura por medio del poder imperial. Sus defensores se enfocaban especialmente en las élites regionales y las maneras en que adoptaban la vida romana. Según ellos, la cultura se esparcía luego de las clases altas a los sectores inferiores de la sociedad. Dicho modelo historiográfico comenzó a ser criticado por los presupuestos que exhibía. Se comenzó a cuestionar si la romanización, además de ser impuesta, también fue adelantada voluntariamente por las élites que se sentían atraídas por el estilo de vida romano. Ello llevó a la pregunta de cómo era la aculturación voluntaria, en que formas ocurría y cuando. Recientemente el énfasis por las élites comenzó a ceder espacio frente a los sectores subalternos como objeto de análisis poco estudiado. Los investigadores levantaron entonces críticas a la idea de una única cultura romana y su transmisión directa. Se comenzó a estudiar en todos los sectores sociales las maneras concretas para cada lugar y contexto en las que, de manera colectiva o individual, se adoptó, rechazó o negoció la cultura romana en relación con los estilos de vida propios. No se trató ya de ver como una cultura era remplazada por otra, sino de comprender como dos formas de vida se mezclaban en una nueva a través de complejas negociaciones sociales en contextos de poder inequitativo.  Los hallazgos bajo estas perspectivas encontraron una cultura material ambigua e imbuida de significados diversos que daban cuenta de diferentes etnicidades y contextos de uso e interpretación para los materiales cotidianos. Así, se comprobó que la importación y consumo de bienes imperiales no equivalía a la romanización, como era previamente asumido. De este modo, los rituales, maneras y momentos en que los galos utilizaban el vino resultaban escandalosa para los romanos.  Los hallazgos también dieron cuenta de la resistencia, sincretismo y adaptación de los galos. Se encontró que las edificaciones mortuorias y los sitios rituales exhibían deidades nativas influenciadas por la cultura pictórica grecorromana. Si bien los dioses zoomórficos propios adquirían características antropomórficas, los nombres, usos y atributos guardaban muchos elementos nativos. Se dio así cuenta de las negociaciones culturales posteriores a la conquista dentro de las cuales pervivieron deidades gálicas, por lo menos durante el imperio temprano.